# VM i skak 1958
VM i skak 1958 var en match mellem verdensmesteren i skak Vassilij Smyslov fra Sovjetunionen og hans landsmand Mikhail Botvinnik, som havde ret til revanchedyst efter VM i skak 1957. Matchen fandt sted i Moskva, Sovjetunionen 4. marts – 8. maj 1958. Matchen gjaldt 24 partier med sejr til titelholderen ved uafgjort 12 – 12. Botvinnik vandt matchen 12½ – 10½, og tilbageerobrede dermed titlen.

## Matchregler
Reglerne for matchen var de samme, man havde brugt i de forudgående VM-matcher: Bedst af 24 partier, mesteren beholder titlen ved uafgjort.

## Matchresultat
| VM matchen Smyslov - Botvinnik, 1958 | VM matchen Smyslov - Botvinnik, 1958 | VM matchen Smyslov - Botvinnik, 1958 | VM matchen Smyslov - Botvinnik, 1958 | VM matchen Smyslov - Botvinnik, 1958 | VM matchen Smyslov - Botvinnik, 1958 | VM matchen Smyslov - Botvinnik, 1958 |
| Parti                                | Dato (1958)                          | Hvid                                 | Sort                                 | Resultat                             | I alt Smyslov                        | I alt Botvinnik                      |
| ------------------------------------ | ------------------------------------ | ------------------------------------ | ------------------------------------ | ------------------------------------ | ------------------------------------ | ------------------------------------ |
| 1                                    | 4. marts                             | Smyslov                              | Botvinnik                            | 0 - 1                                | 0                                    | 1                                    |
| 2                                    | 6. marts                             | Botvinnik                            | Smyslov                              | 1 - 0                                | 0                                    | 2                                    |
| 3                                    | 11. marts                            | Smyslov                              | Botvinnik                            | 0 - 1                                | 0                                    | 3                                    |
| 4                                    | 13. marts                            | Botvinnik                            | Smyslov                              | ½ - ½                                | ½                                    | 3½                                   |
| 5                                    | 18. marts                            | Smyslov                              | Botvinnik                            | 1 – 0                                | 1½                                   | 3½                                   |
| 6                                    | 20. marts                            | Botvinnik                            | Smyslov                              | 1 - 0                                | 1½                                   | 4½                                   |
| 7                                    | 22, marts                            | Smyslov                              | Botvinnik                            | ½ – ½                                | 2                                    | 5                                    |
| 8                                    | 25. marts                            | Botvinnik                            | Smyslov                              | ½ - ½                                | 2½                                   | 5½                                   |
| 9                                    | 27. marts                            | Smyslov                              | Botvinnik                            | ½ - ½                                | 3                                    | 6                                    |
| 10                                   | 29. marts                            | Botvinnik                            | Smyslov                              | ½ - ½                                | 3½                                   | 6½                                   |
| 11                                   | 1. april                             | Smyslov                              | Botvinnik                            | 1 - 0                                | 4½                                   | 6½                                   |
| 12                                   | 3. april                             | Botvinnik                            | Smyslov                              | 1 - 0                                | 4½                                   | 7½                                   |
| 13                                   | 5. april                             | Smyslov                              | Botvinnik                            | ½ – ½                                | 5                                    | 8                                    |
| 14                                   | 8. april                             | Botvinnik                            | Smyslov                              | 1 - 0                                | 5                                    | 9                                    |
| 15                                   | 10. april                            | Smyslov                              | Botvinnik                            | 1 - 0                                | 6                                    | 9                                    |
| 16                                   | 15. april                            | Botvinnik                            | Smyslov                              | ½ - ½                                | 6½                                   | 9½                                   |
| 17                                   | 17. april                            | Smyslov                              | Botvinnik                            | ½ - ½                                | 7                                    | 10                                   |
| 18                                   | 19. april                            | Botvinnik                            | Smyslov                              | 1 - 0                                | 7                                    | 11                                   |
| 19                                   | 22. april                            | Smyslov                              | Botvinnik                            | 1 - 0                                | 8                                    | 11                                   |
| 20                                   | 29. april                            | Botvinnik                            | Smyslov                              | ½ - ½                                | 8½                                   | 11½                                  |
| 21                                   | 1. maj                               | Smyslov                              | Botvinnik                            | ½ - ½                                | 9                                    | 12                                   |
| 22                                   | 3. maj                               | Botvinnik                            | Smyslov                              | 0 - 1                                | 10                                   | 12                                   |
| 23                                   | 8. maj                               | Smyslov                              | Botvinnik                            | ½ - ½                                | 10½                                  | 12½                                  |

## Matchens partier
Tekst mangler, hjælp os med at skrive teksten